# Harpia (Bobbi Morse)
Harpia (Mockingbird em inglês) é o codinome de Barbara "Bobbi" Morse, uma personagem fictícia que aparece nas histórias em quadrinhos publicadas pela Marvel Comics. Criada por Len Wein e Neal Adams, sua primeira aparição como Barbara Morse foi em "Astonishing Tales" #6 (1971) e como Harpia em "Marvel Team-Up" #95.

## Biografia ficcional da personagem

### Início
Barbara Morse desde nova sempre se destacou. Foi campeã de ginástica no colégio e se formou no Instituto de tecnologia de Geórgia com um Ph.D. em biologia, começou a trabalhar com a Dr. Wilma Calvin, sua professora num projeto governamental para achar uma maneira de recriar o soro do super soldado.
A ficha exemplar dela no governo chamou atenção da S.H.I.E.L.D. onde foi convidada a treinar para ser uma agente, ela se mostrou ser excelente tanto nos testes físicos como na espionagem. Seguindo ordens da SHIELD, se infiltra e se torna esposa de Paul Allen para investigá-lo.
Quando um dos cientistas que trabalhava no projeto de supersoldado, o Dr. Theodore Sallis, desapareceu, Morse teve que ir até a Terra Selvagem com Allen para tentar achá-lo.
Lá o casal se tornou aliado de Ka-Zar, o Senhor da Selva. Mas Paul era um agente duplo que trabalhava também para IMA e, depois de tentar fazê-la de refém acabou sendo morto pelo Homem-Coisa.
Barbara e Ka-Zar voltam para a civilização para cumprir as missões da S.H.I.E.L.D. e acabam tendo um caso.
Posteriormente decidiu utilizar um uniforme para expor as atividades corruptas de maus funcionários da SHIELD e, por pouco tempo, assumiu o codinome Caçadora. Um colega pessoal acaba morrendo na missão.
Durante um período, após a queda da SHIELD, Barbara trabalhou como agente dupla na HYDRA, sendo considerada a primeira VÍBORA da HYDRA até seu disfarce ser comprometido e a mesma voltar a resistência da SHIELD e ajudar a derrubar postos da HYDRA.

### Harpia
Continuou lutando contra as atividades corruptas na SHIELD, mas agora usando o uniforme de Harpia. Ao lado do Homem-Aranha luta contra o agente corrupto Carl Delandan.
Após ser ferida em seu trabalho, ela recebeu uma condecoração pelo então diretor da S.H.I.E.L.D, Nick Fury, que usou a sua informação para expor dezenas de subversivos da corporação.
Renunciando à S.H.I.E.L.D, Harpia foi contratada para investigar a Cross Technologic Empress (CTE), onde confrontou com Clint Barton, o Gavião Arqueiro. Os dois logo descobriram que o CTE trabalhava para o criminoso Fogo Cruzado, ajudando a implementar seus planos de fazer lavagem cerebral em super-heróis, matando uns aos outros. Os dois uniram forças contra Fogo Cruzado e seus subordinados, se apaixonando um pelo outro no processo.
Fogo Cruzado usou ultrassom para forçar os dois a se enfrentarem, Clint teve que estourar seus tímpanos para não ser controlado. Gavião salva o dia mas, orgulhoso, não diz a Bobbi que está surdo e parte.
Uma semana depois, a decidida Bobbi vai atrás de Clint e descobre sobre a sua surdez. Ela decide ficar com ele pro resto de suas vidas.
Seu marido Clint Barton a apresenta aos Vingadores e passam a morar na mansão da equipe durante alguns meses.

### Vingadores da Costa Oeste
O líder dos Vingadores, Visão, resolve criar uma nova divisão, autorizando Gavião Arqueiro a fundar os Vingadores da Costa Oeste. Harpia se sente insegura em entrar nos Vingadores da Costa Oeste, por não possuir nenhum poder, mesmo com sua experiência como agente da SHIELD.
Em uma missão envolvendo viagens no tempo, Bobbi acabou acidentalmente ficando no velho oeste, onde foi drogada pelo Cavaleiro Fantasma (Lincoln Slade) Ele a fez se apaixonar por ele e a manteve ao seu lado por um tempo tentando forçá-la a se tornar sua noiva. Recuperando os sentidos, Harpia lutou contra o Cavaleiro que acabou morrendo despencando de um penhasco. Tudo isso aconteceu sem que os demais Vingadores, perdidos em outra época, ficassem sabendo.
Harpia manteve a morte do Cavaleiro Fantasma em segredo. No entanto, Hamilton Slade, um descendente do cavaleiro assassinado personifica o Cavaleiro Fantasma dizendo aos Vingadores o que havia acontecido. Atormentado que sua esposa tinha deixado um homem morrer, Barton se afastou de sua esposa e a expulsou do grupo já que os Vingadores não matam.
Por não acreditarem nessa restrição da equipe, Cavaleiro da Lua e Tigresa tomaram o partido da moça e decidem sair da equipe junto com ela. Os três se unem e enfrentam o Alto Evolucionário na Terra Selvagem.
Bobbi finalmente faz as pazes com o Cavaleiro Fantasma (tanto com o atual descendente como com o espírito do Cavaleiro Fantasma original).
Harpia voltou a trabalhar para o governo. Ela participou da Operação Vigilância, um programa para fornecer proteção contra qualquer ameaça em potencial e ao dar informações confidenciais dos Vingadores ao governo, Bobbi foi responsável pela captura e dissecação do Visão, que tinha demonstrado ser uma ameaça para a segurança nacional quando controlou os arsenais nucleares mundiais. Mas depois que descobriu a agenda completa do programa se rebelou e revela a Costa Oeste que ela foi a causadora disso.
Mesmo com esse difícil retorno, foi gradualmente conciliando-se com Clint ao ajudar a salvar o Visão.
Juntos, eles ajudaram a treinar os  despreparados integrantes dos Vingadores Centrais e Harpia tornou-se amiga de Grande Bertha.
O terrível Ultron criou Alkhema com a mente baseada na de Harpia.

### Substituição
Sem que ninguém tomasse conhecimento, Bobbi foi substituída pela Skrull chamada H’rpra,
O casal reatou seu relacionamento, apenas para logo depois ser mortalmente ferida por uma bola de fogo de Mefisto ao proteger seu marido.
Ela foi ressuscitada por Ceifador para sua Legião dos Não Vivos, mas se voltou contra ele. Antes de regressar ao reino dos mortos, ela deu um aviso para os Vingadores que levou à ressurreição de Felina.

### Retorno
No final da guerra Skrull, Homem de Ferro trouxe uma nave Skrull à Terra que continha os prisioneiros substituídos pelos aliens transmorfos. Entre os prisioneiros lá estava Harpia, que ao ver Clint estranha o uniforme de Ronin, e depois se beijam.
Mas Bobbi decide não manter o matrimônio com Clint, quem tinha retornado o relacionamento era a Skrull e não ela. Bobbi confirma que quer se divorciar.
Bobbi Participou das sessões grupais de psicanálise do Dr. Sansom para os capturados pelos Skrulls.

### Novos Vingadores / Reinado Sombrio
Bobbi começa a usar um novo traje e monta a WCA (Agência Mundial de Contraterrorismo), equipe composta por muitos ex-agentes da SHIELD que foram sequestrados pelos Skrulls. Junto com Ronin, eles enfrentam a IMA.
Clint e Bobbi decidem voltar a iniciar seu romance, mas decidem permanecer não-casados.
Os Novos Vingadores enfrentam a Gangue do Capuz e quando a luta estava para acabar, Jonas Harrow, utiliza um dispositivo que inibe os poderes e habilidades dos Vingadores. Harpia é a única a ficar em pé, pois ela não possuía habilidades sobre-humanas. Sozinha consegue deter novamente a Gangue da Demolição até certo tempo quando o efeito do dispositivo cai sobre ela, até então aparecer os Vingadores de Norman Osborn que salva a equipe de Harpia.
Clint ataca sozinho os Vingadores Sombrios de Osborn, o que resulta na sua captura. Harpia, em seguida, lidera uma missão de resgate com os Novos Vingadores, Mulher-Aranha (Jessica Drew), Jessica Jones e Miss Marvel, a equipe de mulheres consegue resgatar Ronin.

### A Era Heróica /Ganhando poder
Quando Victoria Hand envia os Novos Vingadores para acabar com uma recém-criada célula dissidente da M.A.R.T.E.L.O., os Vingadores são surpreendidos com o nível avançado de força dos guardas. Durante a batalha, Harpia e Homem-Aranha lutam juntos mas Harpia é baleada. No fim, a líder do movimento, Supéria consegue escapar.
Harpia é levada para o hospital, mas as chances de sobrevivência são poucas. Enquanto isso, o resto dos Novos Vingadores vão capturar Supéria, e como descoberto em interrogatórios, a fórmula que era a força motriz para essa nova MARTELO. Tratava-se de um soro Nazista que combina a fórmula do infinito usada em Nick Fury, e o soro do Super Soldado de Steve Rogers. Como último apelo para salvar a vida de Bobbi, Clint Barton pede a Fury que aplique o soro nela.
Já totalmente sarada e revigorada, Bobbi foge do hospital por já se considerar sadia.
Durante o ataque das forças da Serpente aos EUA, Bobbi vê a primeira oportunidade de testar seus novos poderes quando é atacada por um robô. Rapidamente toma o controle deste e elimina vários outros. Quando está prestes a continuar, vê a Torre dos Vingadores caindo, uma visão que a deixa completamente abalada.
Os efeitos do soro e Harpia ainda não são totalmente conhecidos.

### Vingadores Secretos
Bobbi Morse se une em uma nova missão com seu ex-marido Clint Barton (Gavião Arqueiro), Natasha Romanoff (Viúva Negra), Nick Fury, sob o comando de Daisy Johnson (Quake), que mais tarde saiu do comando, com Maria Hill assumindo.

## Poderes e habilidades
- Aprimoramentos Sobre-Humanos: Devido à fórmula que foi injetada nela, Bobbi ganhou um grau de força sobre-humana, cuja extensão é desconhecida, sendo forte o suficiente para amassar e quebrar aço com as próprias mãos; Além de também ter sua agilidade aprimorada. Sua velocidade de cura também foi acelerada, podendo curar todas as feridas catastróficas que a colocavam em estado comatoso. Seu processo de envelhecimento foi aparentemente interrompido para sempre.

### Habilidades
- Bioquímica: Bobbi é especialista em bioquímica.
- Mestre Acrobata: ela é uma talentosa acrobata.
- Exímia Artista Marcial: Bobbi é especialista em múltiplas artes marciais e várias formas de combate corpo-a-corpo, incluindo Kung Fu e Tae Kwon Do. Ela é conhecida por ser extremamente perigosa quando luta em partes próximas. Ela também está familiarizada com uma ampla gama de armas.
- Mestre Espiã: Harpia é bem versada em espionagem. Ela também fala espanhol fluentemente.

### Equipamentos
- Bastões Acopláveis
- Binóculos Protetores: óculos que permitem a ela enxergar no escuro.

## Em outras mídias

### Televisão
- Harpia aparece nos episódios "Hulk vs. the World", "Widow's Sting", "Who You Do Trust?"  e "Prisoner of War" da série animada The Avengers: Earth's Mightiest Heroes, ela é dublada por Elizabeth Daily.

#### Universo Marvel Cinematográfico
Duas encarnações separadas de Bobbi Morse e Agente 19 da S.H.I.E.L.D. apareceram na franquia do Universo Cinematográfico Marvel (UCM):
- Bobbi Morse é interpretada por Adrianne Palicki na série Agents of S.H.I.E.L.D. Ela aparece pela primeira vez no episódio "Hen in the Wolf House" da segunda temporada da série, reaparecendo no restante da temporada como uma personagem regular, assim como na terceira temporada.
- Originalmente, uma série solo da personagem começou a ser desenvolvida pela ABC Family em 2011, e após a introdução bem sucedida da personagem em Agents of S.H.I.E.L.D., um spin-off intitulado Marvel's Most Wanted seria protagonizado por Palicki como Morse e Nick Blood como Lance Hunter, que recebeu um piloto da ABC em agosto de 2015, mas no dia 12 de maio de 2016, a ABC anunciou o cancelamento da série.[2]
- Laura Barton aparece como uma Agente 19 aposentada nos filmes Avengers: Age of Ultron (2015) e Avengers: Endgame(2019), assim como na minissérie do Disney+ Hawkeye, interpretada por Linda Cardellini.

### Videogames
- Harpia é uma personagem jogável no jogo Avengers Academy.
- Harpia é uma personagem jogável no jogo para Facebook, Marvel: Avengers Alliance.
- Harpia é uma personagem jogável em Lego Marvel's Avengers, e sua versão de Agents of S.H.I.E.L.D.  também está disponível.
- Harpia é uma personagem jogável nos jogos para celular Marvel Future Fight, Marvel Strike Force e Marvel Puzzle Quest.
- Harpia é uma personagem jogável no match-three mobile e PC game Marvel Puzzle Quest. Sendo adicionada ao jogo em julho de 2017.